# Arie Vuyk
Arie Vuyk (Krimpen aan den IJssel, 14 december 1969) is een Nederlands cabaretier en schrijver.

## Biografie
Arie Vuyk is opgeleid als componist en treedt op als cabaretier vanaf 2001. Volgens eigen zeggen is hij boeddhist.
Vuyk begon zijn loopbaan toen hij samen met René Maagdenberg “Den Olijken Tweelingh” oprichtte, een kleinschalig theatergezelschap.
Vuyk is tekstschrijver bij Het Groot Niet te Vermijden, waarvoor hij onder andere het Piemellied schreef. In 2015 schreef hij ook de "biografie" van deze band ter gelegenheid van het 30-jarig bestaan. Eerder werkte hij als tekstschrijver mee aan het televisieprogramma Ook dat nog!. Ook schrijft hij columns voor het tijdschrift Gelukkig, een tijdschrift over geld besparen, en voor het consuminderblad Genoeg.

## Werk
Vuyk schreef enkele operalibretti. Opera Laurentius werd opgevoerd in 2008 In 2011 werd een opera uitgevoerd met tekst van Vuyk over de sterrenkundige Eise Eisinga. Tevens schreef hij het libretto van een opera over Tsaar Peter, die in 2013 werd opgevoerd in het kader van het Nederland-Rusland jaar.
Vuyk maakte tot 2016 10 soloproducties:
- Subsidie[4]
- Eindpunt[4]
- Tegen wil met dank (2004)
- Mist (2005)
- Over pijn zingen (2007)
- Hapklare brokken (2009)
- Slingeren (2010)
- Hélemaal Hums (2012)
- Alles en de Rest (2013)
- Bij de horizon linksaf (2016)

Rond 2011 vormde Vuyk het duo Ernst Vrolijk, samen met Martin Bakker.
Vuyk maakte verschillende CD's, 3-D cabaret met extra diepte (2007) en Bij de horizon linksaf (2016). Als duo Ernst Vrolijk verscheen de CD Serieus Leuk. Samen met pianiste Annemarie van Efferen maakte hij de CD Duo Graphique met een bewerking van Canto Ostinato van Simeon ten Holt.

## Prijzen
- Parkstad Cabaret Festival (2001)[2]
- Griffioen Cabaret Festival (publieksprijs, 2004)[9]

- International Standard Name Identifier: 0000 0003 9656 6983
- Library of Congress Control Number: n2023064137
- Nederlandse Thesaurus van Auteursnamen: 270903097
- Virtual International Authority File: 291499422
- WorldCat: E39PBJhH4M4P7ycCKxJK9KFYfq